# Пугачёва гора
Пугачёва гора (или гора Пугачёвка) — отдельно стоящая гора на Южном Урале, в Челябинской области (Россия).

## Описание
Абсолютная высота Пугачёвой горы — 539 м. Её вершина находится в 2,8 км на юго-запад от южного берега озера Тургояк. Гора является продолжением Заозёрного хребта. Её склоны на север и юг — крутые, на восток и запад — пологие. Гора покрыта смешанным лесом.

## Топонимика
Название горы связано, по преданию, с именем Емельяна Пугачёва, проходившего в 1773—1774 годы в окрестностях современного Миасса, и в память которого в ближайших окрестностях озера Тургояк названы также речка (Пугачёвка), поляна (Пугачёвская) и пещера (Пугачёвская).

## Гора на топографических картах

### Изданные карты
- Гора Пугачёва на карте окрестностей города Златоуста (середина, правая граница карты): издание 1985 года
- Гора Пугачёва на карте окрестностей Златоуста (Л. 22-Г)
- Гора Пугачёва гора на карте Урала (2000 год)

### Цифровые карты
- Гора Пугачёва на сайте Викимапия
- Гора Пугачёва на сайте «Mapcarta.com»
- Гора Пугачёва на сайте «Karta-russia.ru»